# Portret van de schilder Moïse Kisling
Portret van de schilder Moïse Kisling  (Italiaans: Ritratto del pittore Moisè Kisling) is een schilderij van Amedeo Modigliani uit 1915. Het maakt deel uit van de collectie van het Plazzo Citterio in Milaan, waar sinds 2024 de moderne kunst van de Pinacoteca di Brera tentoongesteld wordt.

## Voorstelling
Moïse Kisling was een Pools-Joodse schilder en een prominente figuur in de Parijse wijk Montparnasse, in die tijd het centrum van het avant-gardistische kunstleven in de stad. Tijdens de Eerste Wereldoorlog nam hij vrijwillig dienst bij het Vreemdelingenlegioen. Nadat hij in 1915 gewond raakte aan de Somme, keerde hij terug naar Parijs. Waarschijnlijk schilderde Modigliani zijn portret korte tijd later. Beide schilders waren goed bevriend en deelden vanaf 1916 een atelier. Modigliani, die voortdurend in geldnood zat, kreeg schildermaterialen van zijn vriend. Kisling betaalde zelfs Modigliani's begrafenis en maakte zijn dodenmasker.
Het portret van Moïse Kisling is kenmerkend voor Modigliani's unieke benadering van portretten. Kisling is frontaal afgebeeld tegen een donkere achtergrond, gekleed in een wit overhemd met kraag en een donker jasje. Hij heeft donker haar en zijn huid is geschilderd in warme, aardse tinten. De ogen zijn amandelvormig en asymmetrisch, de mond is klein en de contouren van het gezicht zijn sculpturaal en scherp. Kislings gelaatstrekken zijn vereenvoudigd op een wijze die de invloed van het kubisme verraadt. Modigliani slaagde erin om een indringend psychologisch portret van zijn goede vriend te maken dat uitstijgt boven de fysieke gelijkenis.
In 1915-16 schilderde Modigliani nog twee portretten van Kisling. Een daarvan bevindt zich in de collectie van het Centre Pompidou, het andere werd in 2005 voor ruim 5 miljoen dollar geveild bij Christie's.

## Herkomst
Het schilderij is eigendom geweest van de kunstcriticus en -handelaar Paul Guillaume, de ontdekker van Modigiliani en aanvankelijk zijn enige verzamelaar. Nadat Modigliani's werken op een tentoonstelling in Venetië veel indruk hadden gemaakt, wist een kunstgalerie in Milaan het portret te verwerven. Rond de Tweede Wereldoorlog kocht Emilio Jesi het voor zijn verzameling, die hij in 1976 naliet aan de Pinacoteca di Brera.

## Afbeelding

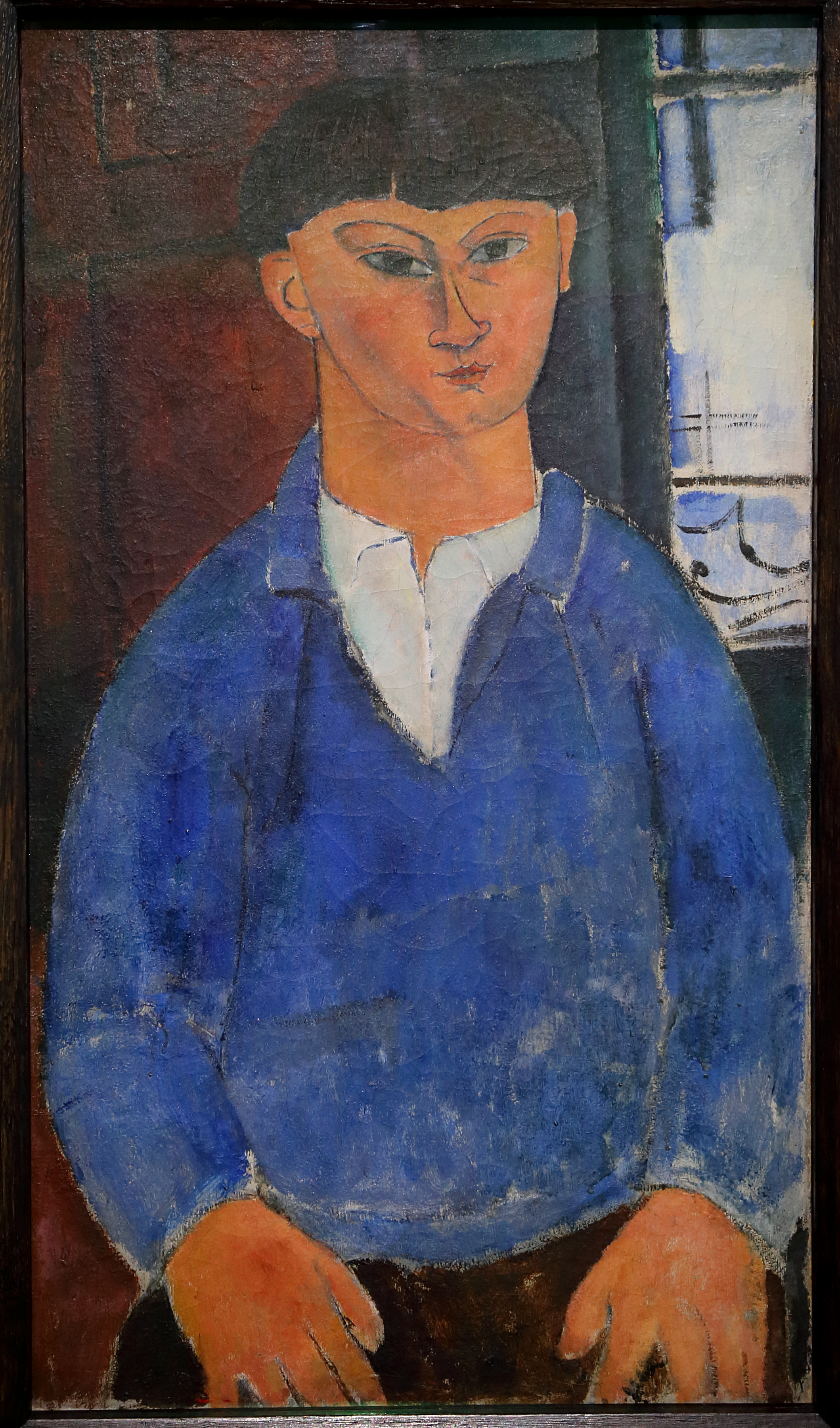
Portret van Moïse Kisling (1916, Centre Pompidou)